# Saint-Bazile
Saint-Bazile is een gemeente in het Franse departement Haute-Vienne (regio Nouvelle-Aquitaine) en telt 143 inwoners (2005). De plaats maakt deel uit van het arrondissement Rochechouart.

## Geografie
De oppervlakte van Saint-Bazile bedraagt 8,6 km², de bevolkingsdichtheid is 16,6 inwoners per km².
De onderstaande kaart toont de ligging van Saint-Bazile met de belangrijkste infrastructuur en aangrenzende gemeenten.

## Demografie
Onderstaande figuur toont het verloop van het inwonertal (bron: INSEE-tellingen).